# لندینارا
لندینارا (به ایتالیایی: Lendinara) یک کومونه در ایتالیا است که در استان روویگو واقع شده‌است.

## خصوصیات
لندینارا ۵۵ کیلومترمربع مساحت و ۱۲٬۲۵۱ نفر جمعیت دارد و ۹ متر بالاتر از سطح دریا واقع شده‌است.